# 中有
中有（羅馬化：antarābhava，藏語：བར་དོ，威利转写：bar do），又稱作中陰、中蘊、中有身、中陰身，佛教術語，意指生命在死亡之後，到下一期生命開始之前的中間存在狀態。類似於一般所說的靈魂、鬼魂、魂魄、元神、細微身等，但佛教對此獨有微妙見解，有自己的理論解說，不承認一般「永恆靈魂」的說法。
「中有」是佛教輪迴的一部分，在佛教中，不同派系對「中有」的概念有嚴重的爭論，說一切有部支持「中有」學說，但大眾部與分別說部則不支持。南傳佛教（上座佛教）否定「中有」，但漢傳佛教及藏傳佛教則普遍接受「中有」的想法。

## 概論
“中有”，為眾生（有情）一期生命結束到下一期生命開始的中間所存在的五蘊身，很接近細微身。類似但不同於西方所說的靈魂、中國的魂魄，一般以之為人類來世生命力的來源。在有情死亡之後，“中有”才會現起，自“中有”期間會隨著業力而投胎為人，追隨有緣的父母，投胎時“中有”則會變滅，入胎識入住母胎，而成為另一個人。若因業報而出生到另外六道眾生的其中一道，則形成六道的輪迴。
漢傳佛教和藏傳佛教中認為有“中有”的佛教宗派，對中有是否為“實有”即“自性有”是有爭論的。一般把“中有”定義為五蘊的集合，是六道中下五道或天界之欲界、色界眾生（補特伽羅）在一期生命完結後，至於投生之前的中間存在狀態；當生天界中之無色界者與地獄中的阿鼻地獄者，一死時即當處該地，並不會經歷“中有”，故此不會“中有身”。
南傳佛教與部份中觀派不承認有“中有”，将“中有”作為對於補特伽羅論者的見解之一，主張一般人死後，識即刻可以投生，在死亡與投生之間是毫無間隔的，“中有”并不存在。

## 名稱釋義
梵語：，字根來自梵語：，原義是介於兩者之間、中間，以及梵語：，意為有、存有、存在、持有與延續，由這兩個字根組成。部派佛教時期的說一切有部論師首次為「中有」，提出完整理論，他們將生命分成本有、死有、中有、生有等四有。他們認為，世間有情眾生，在死亡之後，在出生之前，在其間擁有的有情五蘊身，稱為「中有」。
「中有」，連繫了生命的死亡，以及出生。「中有」，的形態，就像眾生在過世之間的外形，天人的「中有」，外形就如天人，餓鬼的「中有」，就像餓鬼，同類的「中有」，就可以互相看見，或是擁有天眼通的修行者，也可以看见他們。「中有」行動極為迅速，被業力與欲望牽引而走。如同一般的眾生，擁有完整身體與五蘊，但是他們不會被實際的物質阻礙。「中有」依靠香味為食，它的形態無法自在變化，保持在「中有」的時間也無法太久，很快就會投生到下一世去。
《大毘婆沙論》記載，「中有」異名有揵達縛，求有、意成三者。《俱舍論》中，增加了起。《瑜伽師地論·本地分》記載，“中有”的名字還有：健達縛、意行、趣生。

### 中有
說一切有部論師，解釋為何要特別提出「中有」，的原因，一是「中有」，的存在較為細微，難以觀察，其他三有較容易觀察。
第二個原因，是它只存在欲色與色界，無色界眾生沒有「中有」。在四生中，所有中有皆屬於化生。不歸屬五趣中的任何一趣。因為這兩個理由，它與其它三有的差別較大，因此特別被稱為「中有」。

### 健達縛
健達縛的傳說起源於早期婆羅門教傳說，主張父母之精與健達縛結合，成為人類胞胎，被釋迦牟尼引用。
說一切有部論師，將契經中的健達縛（即乾闼婆），等同於「中有」，又稱它為食香、或香陰，但受到分別說部的反對，認為應解釋為蘊行。

### 意成
說一切有部論師，認為「中有」由意識所成，所以稱為意成，或意生。又可以分成，由意識所成、由業所成、由異熟所成、由淫欲所成四種。

## 歷史
在佛教之前，數論派曾提出細微身理論，數論派認為細微身所包裹的神我，是輪迴的主體。在死亡之後，細微身由肉體解離出來，投生到下一個生命，只有少數有神通的人可以見到。大乘佛教認為，數論派所說的細微身，大致上等同於佛教所說的中陰。但是並沒有一個不變的細微身存在，細微身只是生命在轉變過程中的中間型態。
早期結集出的契經（主要是四阿含經）中沒有提到「中有」，「中有」這個名詞首次出現於部派佛教時期，最早支持「中有」觀念並提出完整理論的部派為說一切有部。在說一切有部最早期論書之一的《法蘊論》與《集異門論》皆提到「中有」，但是沒有對這個名詞做出解釋，因此在更早時期，這個名詞應該就已經出現了。在分別說部所傳《論事》中，反對「中有」學說，顯示這個觀念很早在部派間就有所爭議。
各部派對“中有”有不同的定義，有人將其等價於補特伽羅，則可將其溯源至犢子部與正量部，如犢子部認為，存在一個「不可說我」，衪是六識的主體，攜帶著業，在輪迴中投生，正量部也繼承了這種說法。說一切有部提出四有，支持中有學說，在《俱舍論》與《順正理論》中曾破斥主張無中有的其他部派。
《論事》中記載，東山住部支持「中有」學說。
大乘佛教，主要承襲了說一切有部與經量部的「中有」學說。「中有」觀念從印度北傳至漢傳佛教，此外，在藏傳佛教中，由印度傳入蓮花生大士和那洛巴傳承的密教中陰瑜伽，將「中有」分為六者。

## 漢傳中陰身概述
一般中國民間信仰認為人死後會變成鬼，在北傳佛教看來卻不是這樣的。人死後，大部份亡者的心識一旦離開肉身，在投生六道任何一道之前，其心識便會因業力及對自己的執愛而得一種稱為「「中有」的細微身，以這種身存在至因緣成熟（在七七四十九日以內）而再次投生為止。這種「中有」的所謂「身相」，並無生前實質，只是大概具身相而已矣。「中有」並不享用實質的飲食，而以氣味為食。「中有」與中國民間信仰所說的鬼並不相同，因為「中有」並不是該人生前之實質形象，也不會顯現在一般沒有神通的人眼前，亦不能改變週遭事物的狀態。
《大寶積經·佛說入胎藏會》記載，中陰身的身相，是他下一生的形相。如下一生將生畜生道者，形如畜牲而身如煙色；將生於地獄道的中陰身色如焦炭，行走時是倒立而行的；將生為餓鬼者身如水色，倒退而行；當生人界者，身如金色而平行；當生天界中之色界天者身色白而行動時如上升飛行一般；當生天界中之欲界天者身色亦為金色，行時如飛行上升。
北傳佛教典籍記載，「中有」存在的时间长短不定，但在「七七日」（49天）以内，幾乎沒有會超過四十九天的。在此期间，中阴身自然稍微會得到神通中的前五種，比如可以穿越固体，如房屋（神足通）、知道前生經歷（宿命通）。同时，也依生前所造業之果報可能会看到一些幻象，这些幻象是由于过去所作善恶業所现，最后中阴身依善惡業果報会被某种幻象吸引，从而投生。
漢傳佛教三藏中有龍樹菩薩所著《大智度論》，論中有幾處提及有中陰身。此論到了清辨論師和月稱論師時代已經在印度失傳，之後也就沒傳入西藏。
中觀派是否認同「中有」，這是有爭議性的：在當代學者中，有一部分人懷疑此論並非龍樹菩薩所著；而印順就此問題探究後肯定《大智度論》是龍樹菩薩的著作無疑。“中觀”中的“深觀”論著，如《中論》、西藏流傳的《入中論》（除了說十地菩薩的部分），重點是在破斥包括蘊處界的一切對法“自性有”的説法，問題是能否因為一個法的沒有自性，就說根本沒有這個法。

## 藏傳中陰身概述

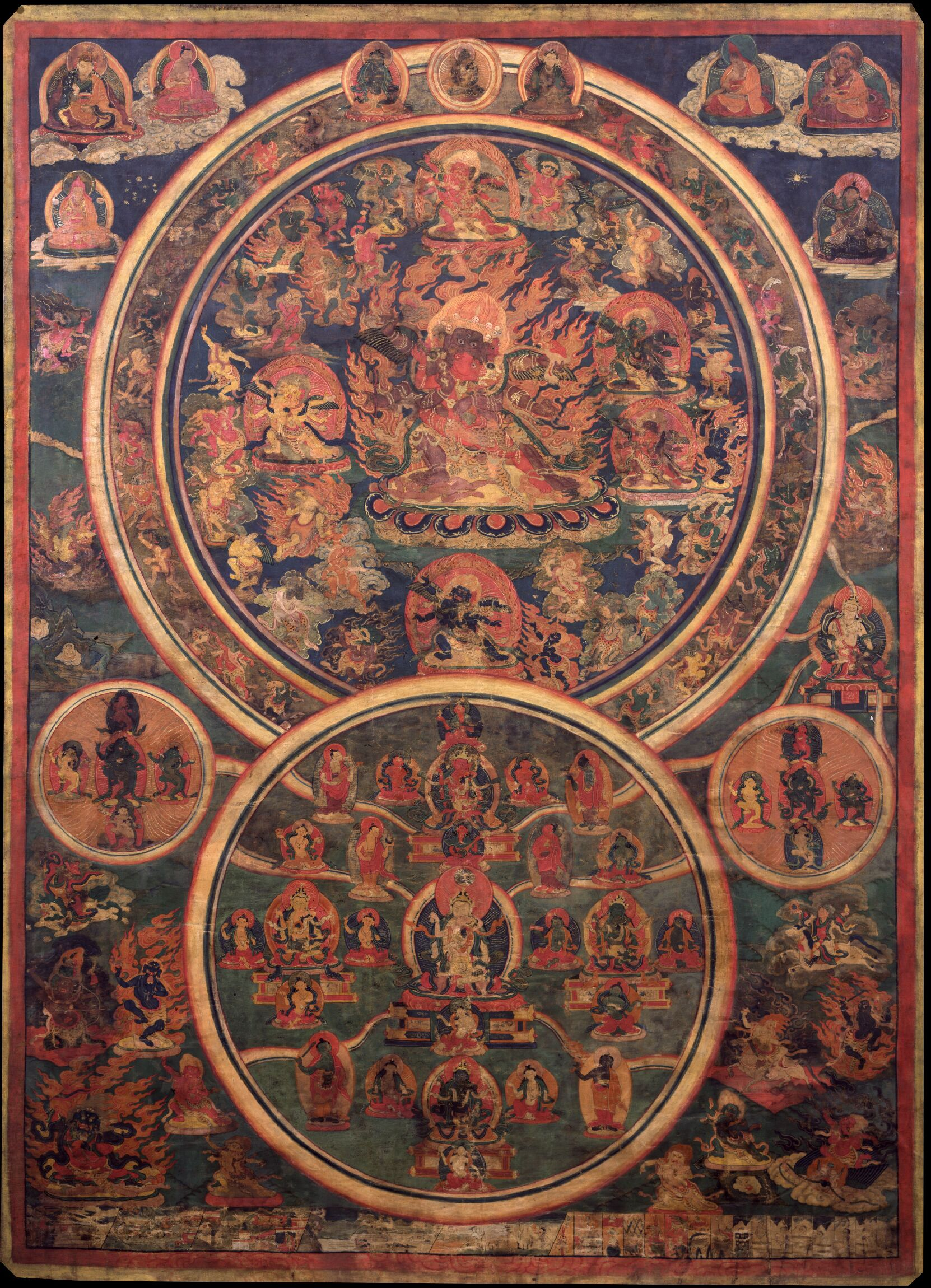
密教中陰文武百尊大曼荼羅。

藏傳佛教中有關中陰的說法，自成一派，不同於漢傳佛教。在《中有聞教解脫》中，分成六種中陰，此生中陰、睡夢中陰、禪定中陰、臨終中陰、法性中陰以及投生中陰。
西藏有莲华生大士著《西藏度亡经》，索甲仁波切由此所著的《西藏生死書》曾畅销一时。
藏密还说中阴身阶段将见到文武百尊，如能辨认出其中一位本尊，就能解脱。

## 反對派的看法
部派佛教中，大眾部諸部、分別說部諸部，不認同中有學說。
大眾部認為，世間有情，在結束後，會立即轉變到下一生，不必假借中有。且認為在佛經中，只有說三種業，沒有說順中有業，沒有業就沒有身。且佛經相傳，有人造五無間業，死後立即墜無間地獄，證明不必經過中有就會立即轉生。因此認為中有與佛陀教義相違。
分別說部中如化地部主張定無中有，赤銅鍱部的論書主張，在上一期生命中，舊有分心的最後階段，稱為死心，一直持續到生命最後一刻，接著就進入下一期生命，形成第一個有分心，又稱結生心。在死心與結生心之間，是沒有間隔的，因此他們不認為存在一種可以投生輪迴的中陰身。南傳佛教繼承了赤銅鍱部的見解，一般不承認有中陰身，斯里蘭卡和緬甸諸論師依據阿毘達磨及所傳承的三藏註釋主張：在這一世的死亡心與下一世的結生心之間，沒有任何心識剎那或“中陰身”這類的狀態存在。
大乘佛教中，瑜伽行唯識學派認為，投生下一世的本體，是含藏萬有的阿賴耶識，而不是中陰。不過《瑜伽師地論》主張是中有投生下一世。
以清辨與月稱為代表的中觀派，認為生死是連續不停的，不能說自我離於五陰而存在，因此中陰身只是一種假名，是因為眾生的虛妄見識而產生的錯誤見解。

## 中有的經典論說

### 入胎經
依據《入胎經》的描述，中陰身的身相，是他下一生的形相。譬如，下一生將生畜生道者，形如畜牲而身如煙色；將生於地獄道的中陰身色如焦炭，行走時是倒立而行的；將生為餓鬼者身如水色，倒退而行；當生人界者，身如金色而平行；當生天界中之色界天者，身色白而行動時如上升飛行一般；當生天界中之欲界天者身色亦為金色，行時如飛行上升。此外，六道中的下五道或天界之欲、色二界之生命完結時，而當生天界中之無色界者，死時即於當處成無色界，並不會經歷中陰期，故此不會有中陰身。

### 阿含經
《中阿含經·大品·嗏帝經》：
|  | 復次三事合會入於母胎。父母聚集一處。母滿精堪耐。香陰已至。此三事合會入於母胎。 |

《中阿含經·七法品·善人往經》：
|  | 佛言。云何為七。比丘行當如是。我者無我。亦無我所。當來無我。亦無我所。已有便斷。已斷得捨。有樂不染。合會不著。如是行者。無上息迹慧之所見。然未得證。比丘行如是。往至何所。譬如燒麩。纔燃便滅。當知比丘亦復如是。少慢未盡。五下分結已斷。得中般涅槃。是謂第一善人所往至處。世間諦如有。 |

《雜阿含經·九五七經》：
|  | 婆蹉白佛。眾生於此命終。乘意生身往生餘處。云何有餘。佛告婆蹉。眾生於此處命終。乘意生身生於餘處。當於爾時。因愛故取。因愛而住。故說有餘。 |

### 正法念處經
《正法念處經》記述了十七中陰有。如：
|  | 復次諸天子。云何名曰第八中陰有道相續。若欝單越人臨命終時。則有相現。諸天子。其人見於園林行列遊戲之處。香潔可愛。聞之悅樂。不多苦惱。無苦惱故。其心不濁。以清淨心。捨其壽命。受中陰身。見天宮殿。 作如是念。我當昇此宮殿遊戲。作是念已。即昇宮殿。見諸天眾遊空而行。或走或住山峯之中。或身相觸。處處遊戲。住於中陰。自見其身。昇於天上。猶如夢中。三十三天。勝妙可愛。一切五欲。皆悉具足。 作如是念。我今當至如是之處。作是念已。即生天上。取因緣有。如是有分。有上中下。生天上已。見於種種殊勝園林。悕望欲得。從欝單越死。生此天中。 如是一切欝單越人。生此天已。餘業意生。樂於欲樂。貪五欲境。歌舞遊戲。受愛欲樂。憙遊山峯。多受欲樂。愛一切欲。何以故。由前習故。愛習增長。如是諸天子。是名欝單越人命終生天。生此天處。熏習遊戲。及死時相。是名第八中陰有也。 |

### 部派佛教

#### 說一切有部
《異部宗輪論》：
|  | 說一切有部本宗同義者。……唯欲、色界。定有中有。 |

《阿毘達磨發智論》：
|  | 如說四有。謂本有死有中有生有。云何本有。答除生分死分諸蘊中間諸有。云何死有。答死分諸蘊。云何中有。答除死分生分諸蘊中間諸有。云何生有。答生分諸蘊。 |

《大毘婆沙論》：
|  | 問應理論者依何量故說有中有。答依至教量。如契經說。入母胎者要由三事俱現在前。一者母身是時調適。二者父母交愛和合。三健達縛正現在前。除中有身何健達縛。前蘊已壞何現在前。故健達縛即是中有。 又經說有中般涅槃。中有若無。此依何立。 餘經復說。此身已壞餘身未生意成有情依止於愛而施設取。世尊既說此身已壞餘身未生意成有情依愛立取。故知中有決定非無。若無中有意成有情名何所表。 又說過難證有中有。謂從此洲歿生北俱盧等。若無中有此身既滅彼身未生中間應斷。是則彼身本無而有。此身亦則本有而無。法亦應爾。本無而有有已還無。勿有斯過故有中有。 |

#### 正量部
《三彌底部論》搜集的理據:
|  | 1. 有中間有。何以故。斷間故。如佛語摩樓柯子。是時汝見聞覺知而已。汝爾時不在彼世界不在此世界。不在中間處。是名苦盡。我等見佛遣中間處。是故有中間有。 2. 復次有中間有。如佛說跋蹉耶那修多羅。爾時佛語跋蹉耶那。捨此身未生彼處。是時意生身愛取合故。我說名為眾生。我等見佛說跋蹉耶那修多羅。是故有中間有。 3. 復次有中間有。中間入涅槃故。佛語諸比丘。五種人名龍駒馬。何等五種人。中間入涅槃是名第一人。生入涅槃是名第二人。行入涅槃是名第三人。不行入涅槃是名第四人。上行入涅槃是名第五人。我等見佛說中間入涅槃故。是故有中間有。 4. 復次身不至故。識無身不至彼。我等見身不至彼。是故有中間有。 5. 復次天眼力故。佛言。我天眼見眾生落生。如是一切。若無中間有者。佛不說我天眼見眾生落生。我等見佛說。天眼見眾生落生。是故有中間有。 6. 復次如佛說揵闥婆處故。佛言。三處合時。然後度入胎。何等三處合。父母和合揵闥婆來至前立。三事合時。然後度入胎。是名三處合。若無中間有。佛不說揵闥婆處。我等見佛說揵闥婆處。是故有中間有。 7. 復次得相關故。柯羅羅作本乃至老無。中間色得相關。我等見得相關故。應有道度處。從死有受中間有。應有相關可成。 8. 復次稻苗譬故。從稻生苗。從苗生稻。是色定法。何等為稻。前生有為稻。何等為苗。中間有為苗。又生有為稻。我等見稻苗譬故。是故有中間有。 9. 復次光明世間故。如阿難所說。我聞世尊為菩薩時。從兜率天上。憶念智明下降母胎。是時一切世界光明普照。菩薩是時在中間有處。光曜遍照。然後入胎。我等見光明世間故。是故有中間有。 10. 復次人欲受生轉變故。是人是其可往道近其邊。其人欲受生心轉變。不轉變不受生。如人從般稠摩偷羅國落。還從中生。何以故。不見異生道故無轉變。若無中間有不成轉變。不應見其所往道。是其所依處。是處見其所往道。如天眼見遊空如神通。我等見人欲受生轉變故。是故有中間有。 |

### 大乘佛教

#### 大寶積經
《大寶積經·佛說入胎藏會》：
|  | 中蘊現前。當知爾時名入母胎。此中蘊形有其二種。一者形色端正。二者容貌醜陋。地獄中有容貌醜陋。如燒杌木。傍生中有其色如煙。餓鬼中有其色如水。人天中有形如金色。色界中有形色鮮白。無色界天元無中有以無色故。中蘊有情。或有二手二足。或四足多足或復無足。隨其先業應託生處。所感中有即如彼形。若天中有頭便向上。人傍生鬼橫行而去。地獄中有頭直向下。凡諸中有皆具神通乘空而去。猶如天眼遠觀生處。 |

#### 攝大乘論
無著《攝大乘論·所知依分·第二》：
|  | 云何為生雜染不成？結相續時不相應故。若有於此非等引地沒已生時，依中有位意起染污意識結生相續，此染污意識於中有中滅，於母胎中識、羯羅藍更相和合。 |

此段文乃無著菩薩用以論述證明阿賴耶識真實存在。文中提到中有及生有二者死生流轉之過程。論述指出，如果阿賴耶識無有存在有情生命中，則有情於前一生滅後，彼後一世不會相續流轉而有，因為欠缺阿賴耶識使令其前後二世相互呼應之故。欲界有情於六道生命終了後，結生相續時，是依其中陰身自體的宿世業力，尋得並看見與自己有緣之父母正行和合，此時中有自體染污識會對其父母之一升起了愛煩惱，並由其煩惱之遷引而得入母胎。死生剎那時，中有滅而生有起，中有染污識同時也就進入生有羯羅藍中受生。論述至此，之後仍有很長一段文來討論此染污識即是阿賴耶識。簡言之全段文之大意，是謂有情因有阿賴耶識執持根身，才會使彼無始劫以來結生相續流轉不息。

#### 瑜伽師地論
《瑜伽師地論》對於中陰身在於死生流轉的過程是有詳細的敘述。先說造作屠羊、雞、豬等其中任一惡業之人，如彼視其職業所造之惡不以為意、不思懺悔、甚或視為樂事，因此召感了下一生受生地獄道之不善罪業，而且在彼生前於其業不停的造，其罪也會不斷的增重。其人於命終之後，彼中陰身即好像做夢一般，來到了前世殺生業報所引地獄道受生之處，宛然見到了昔日同伴仍在一處作同一殺生事，由於前世重重的殺生業熏習之因，其人心生歡喜必前往參與，思惟我去和他切磋技藝一起享受嬉戲之樂。此時，由於中有的迷惑顛倒，其人感受到如真實境的各種相似覺受，也就在此時此處彼被地獄境所拘，於一剎那，其中有滅而地獄生有生，如此也就完成了死生流轉。如於當時，彼中陰身能夠不升起與他切磋技藝一起享受嬉戲之樂如此顛倒知見，則其必當無有意樂歡喜前往，若不前往，便不會為地獄所拘。(此實乃業力所引不可抗拒。要於中有能無顛倒，須於生前修習正知見。)中有將死之時，同先前死有滅中有生一般，也見到了混亂恐怖的景象，而且死生二剎那的生滅是同時進行，無有前後次第之分。又說地獄道受生之身是屬化生有情，出生的剎那，眼、耳、鼻、舌、身、意全然無缺，非如胎生須受住胎之苦。如同地獄道流轉受生如此，受苦和地獄相似之一分餓鬼道的流轉也是一樣。又說其餘的餓鬼、畜生、人、欲界天、色界天所有有情，當其處於中有即將受生之時，彼也會來到前世業報所引當受生之處，也宛然見到了和中陰自身同類的、可愛的一有情(亦即下一生當生道之相同有情類別)，此時彼必對其生起愛染之心，歡喜前往其處並也同時被拘礙而受生。於一剎那，彼中有滅而生有生，完成死生流轉。當然，當下死生二剎那的生滅也是同時進行，無有前後次第之分。

#### 大智度論
龍樹《大智度論·釋初品中·檀波羅蜜法施義·第二十》（卷12）：
|  | 問曰：此細身微細，初死時已去，若活時則不可求得，汝云何能見？又此細身，非五情能見能知，唯有神通聖人乃能得見。 答曰：若爾者，與無無異。如人死時，捨此生陰，入中陰中。是時，今世身滅，受中陰身，此無前後，滅時即生。譬如蠟印印泥，泥中受印，印即時壞，成壞一時，亦無前後。是時，受中陰中有，捨此中陰，受生陰有。汝言細身，即此中陰，中陰身無出無入。譬如然燈，生滅相續，不常不斷。 |

龍樹《大智度論·釋初品中·禪波羅蜜·第二十八》（卷17）：
|  | 外道如此，佛弟子中亦有。一比丘得四禪，生增上慢謂得四道。得初禪時，謂是須陀洹；第二禪時，謂是斯陀含；第三禪時，謂是阿那含；第四禪時，謂得阿羅漢。恃是而止，不復求進。命欲盡時，見有四禪中陰相來，便生邪見，謂：「無涅槃，佛為欺我。」惡邪生故，失四禪中陰，便見阿鼻泥犁中陰相，命終即生阿鼻地獄。 |

龍樹《大智度論·釋初品中·四緣義·第四十九》（卷32）：
|  | 「阿那」名不，「伽彌」名來，是名不來相；是人欲界中死，生色界、無色界中，於彼漏盡不復來生。問曰：今世滅阿那伽彌、中陰滅阿那伽彌，此亦不生色、無色界，何以名為阿那伽彌？答曰：阿那伽彌，多生色、無色界中，現在滅者少，以少從多故。中間滅者，亦欲生色界，見後身可患，即取涅槃，以是故因多得名。 |

龍樹《大智度論·釋實際品·第八十》（卷90）：
|  | 「六入」雖即是「名色」分，成就名「六入」，未成就名「名色」；「色」成就名五入，「名」成就名一入。是胎中時因緣次第名色因緣，是「識」。若識不入胎，胎初則爛壞。「識」名「中陰中五眾」，是五眾細故，但名為「識」。若識不入而胎成者，如一切和合時，皆應成胎！ |

### 印度末期大乘佛教

#### 中觀自續派
清辨《般若燈論釋·中論觀十二因緣品》：
|  | 往諸趣者。諸師各執不同： 1. 如薩婆多人說言。有彼中陰。以有名色相續。往託生處故。 2. 正量部人曇無毱多部人等說言。無彼中陰。但以行為緣。而識得起。爾時名為託生。 3. 復次計有中陰者言。有色諸眾生等。於一處滅。是有色眾生。還相續生。無間前後起至彼異趣。名為託生。相續隨生故。譬如燈。以是故名色依止陰而有相續。從死剎那至受生剎那無間生故。名為受生。譬如現在人從此到彼。 4. 復次無中陰者言。色界死有生有。二有中間更無中有。有漏故。譬如無色界死有生有而無中有。何以故。死有中間有身起者。非是中陰。身是報故。譬如現在所受得身。復次有身起者。是苦諦所攝故。譬以意體為身。往至異處。剎那剎那相續隨起故。而無中有。非一向有陰。汝立中陰義者。是義不成。 5. 復次有中陰者言。若無中陰。云何得至後受生處耶。 6. 復次無中陰者言。從死有相續至生有時。如授經。如傳燈。如行印。如鏡像現。如空聲響。如水中日月影。如種子生芽。如人見酢口中生涎。如是後陰相續起時。無有中陰往來傳此向彼。是故智者應如是解。 |

## 說明沒有經過「中有」直接往生的佛教經典
《增支部》5集44經記載毘舍離人屋主郁伽死後直接往生到色界天，中間沒有經過「中有」(中陰身)。
《小部》天宮事經記載蛙聽聞佛法死後直接往生到欲界天，中間沒有經過「中有」(中陰身)。
《雜阿含經》（一二七八）記載瞿迦梨比丘死後直接往生到大鉢曇摩地獄，中間沒有經過「中有」(中陰身)。
《增壹阿含經》等見品第三十四（二）記載祗陀太子死後直接往生到三十三天，中間沒有經過「中有」(中陰身)。
《增壹阿含經》邪聚品第三十五（七）記載毘舍羅長者死後直接往生到四天王中，中間沒有經過「中有」(中陰身)。
《賢愚經》（五四）記載獼猴死後直接往生成為師質家男兒，中間沒有經過「中有」(中陰身)。
《賢愚經》（五八）記載二鳥聽聞佛法死後直接往生到四王天，中間沒有經過「中有」(中陰身)。
《賢愚經》（五九）記載鳥聽聞比丘誦經死後直接往生到忉利天，中間沒有經過「中有」(中陰身)。
《賢愚經》（六〇）記載五百鴈聽聞佛法死後直接往生到忉利天，中間沒有經過「中有」(中陰身)。
《撰集百緣經》（五七）記載王遣使者死後直接往生忉利天，中間沒有經過「中有」(中陰身)。
《雜寶藏經》（八三）記載賊見佛心生歡喜死後直接往生天宮，中間沒有經過「中有」(中陰身)。
《雜寶藏經》（八四）記載刖手足人吃了佛給的食物心生歡喜死後直接往生天上，中間沒有經過「中有」(中陰身)。
《雜寶藏經》（一一六）記載優陀羨王夫人守八戒死後直接往生天上，中間沒有經過「中有」(中陰身)。